# Tôn Chấn (Tam Quốc)
Tôn Chấn (giản thể: 孙震; phồn thể: 孫震; bính âm: Sūn Zhèn; ? - 280), là tướng lĩnh Đông Ngô thời Tam Quốc trong lịch sử Trung Quốc.

## Cuộc đời
Tôn Chấn quê ở huyện Phú Xuân, quận Ngô, Dương Châu, là con trai thứ tư của Đô hương hầu Tôn Lân, cháu nội của Đô đình hầu Tôn Bí, chắt của Tôn Khương (anh trai Tôn Kiên). Trong các con của Lân, chỉ có con thứ ba Tôn Thuật, con thứ tư Tôn Chấn, con thứ sáu Tôn Hâm tiếp tục cầm quân.
Tôn Chấn quan đến chức Vô Nan đốc. Năm 270, Đại tướng quân Đinh Phụng chết bệnh, Tôn Chấn thay Phụng giữ chức Đại tướng quân. Năm 274, Tôn Chấn bị giáng chức xuống làm Chinh bắc tướng quân, chức Đại tướng quân trao cho Thi Ngô.
Năm 279, Vương Tuấn, Đỗ Dự dâng thư kiến nghị Tư Mã Viêm xuất quân diệt Ngô. Tháng 11 (ÂL) cùng năm, Tư Mã Viêm bắt đầu điều quân. Tôn Hạo biết tin, sai Thừa tướng Trương Đễ, Đô đốc, thái thú Đan Dương Thẩm Oánh, Hộ quân (tướng quân) Tôn Chấn, phó quân sư Gia Cát Tịnh dẫn ba vạn quân vượt Trường Giang nghênh chiến.
Năm 280, quân Tấn do thứ sử Dương Châu Chu Tuấn chỉ huy đến bờ bắc Trường Giang. Thẩm Oánh chỉ huy 5.000 tinh binh, ba lần tiến công, không thể phá trận. Khi hai bên lâm vào giằng co, thì hàng quân Tấn do Trương Kiều chỉ huy ở hậu phương nổi loạn, khiến quân Ngô đại loạn. Tướng Tấn là Tiết Thắng, Tưởng Ban thừa cơ tiến công, khiến quân Ngô tan rã. Trương Đễ không nghe Gia Cát Tịnh khuyên bảo, liều chết xung trận. Thẩm Oánh, Tôn Chấn bị quân Tấn tù binh rồi xử trảm, gửi đầu về Lạc Dương.

## Trong văn hóa
Tôn Chấn không xuất hiện trong tiểu thuyết Tam quốc diễn nghĩa của La Quán Trung.